# Boavtjosjávrre
Boavtjosjávrre, enligt tidigare ortografi Påutos-Jaure, är en sjö i Jokkmokks kommun i Lappland och ingår i Luleälvens huvudavrinningsområde. Sjön har en area på 0,466 kvadratkilometer och ligger 920 meter över havet. Boavtjosjávrre ligger på gränsen mellan Stora Sjöfallet Natura 2000-område  och Sarek Natura 2000-område. Sjön avvattnas av vattendraget Guhkesvákkjåhkå som nedströms övergår i Sijddoädno och Blackälven.

## Delavrinningsområde
Boavtjosjávrre ingår i det delavrinningsområde (749607-157163) som SMHI kallar för Inloppet i Vartojaure. Medelhöjden är 1 091 meter över havet och ytan är 15,27 kvadratkilometer. Det finns inga avrinningsområden uppströms utan avrinningsområdet är högsta punkten. Blackälven som avvattnar avrinningsområdet har biflödesordning 3, vilket innebär att vattnet flödar genom totalt 3 vattendrag innan det når havet efter 367 kilometer. Avrinningsområdet består mestadels av kalfjäll (89 procent). Avrinningsområdet har 0,52 kvadratkilometer vattenytor vilket ger det en sjöprocent på 3,4 procent. Delavrinningsområdet täcks till 2,51 procent av glaciärer, med en yta av 0,3831 kvadratkilometer.